# Группа «Друзья Сирии»

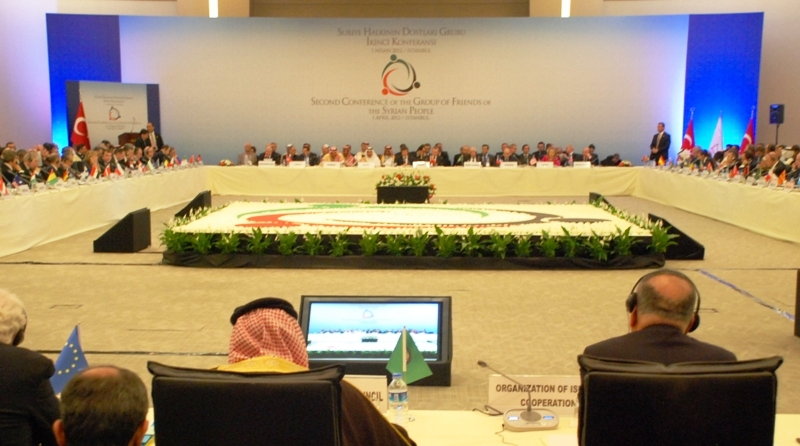
Вторая конференция «Друзей Сирии»
Стамбул (Турция), 1 апреля 2012 года

Группа «Друзья Сирии» (англ. The Group of Friends of the Syrian People, упрощённо англ. Friends of Syria) — международный дипломатический коллектив стран, периодически встречающийся для обсуждения ситуации в Сирии вне рамок Совета Безопасности ООН.
Коллектив был создан в ответ на вето России и Китая на резолюцию Совета Безопасности, осуждающую Сирию. Американский президент Барак Обама заявлял, что он был организован Соединёнными Штатами.

## История Группы

### 2012 год

#### Создание
Президент Франции Николя Саркози заявил о планирующемся создании группы 4 февраля 2012 года, и первое заседание состоялось 24 февраля того же года в Тунисе.

#### Конференция в Стамбуле

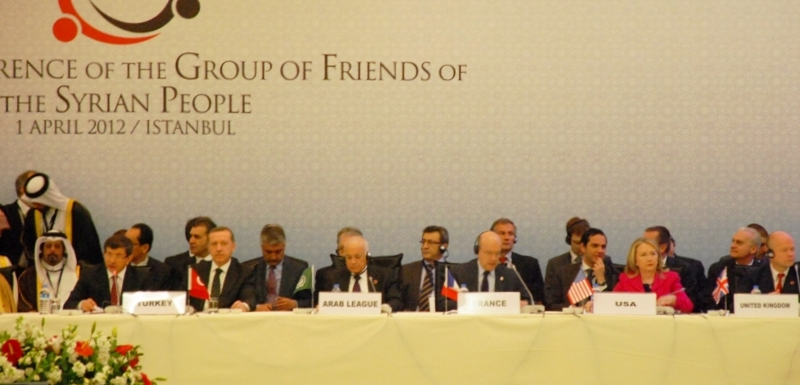
Участники Стамбульской конференции,
1 апреля 2012

Состоялась 1 апреля 2012 года, 70 стран приняли участие.
Премьер-министр Катара Хамад бин Джабер Аль Тани, Секретариат лиги арабских государств и Хиллари Клинтон предложили усилить давление на официальное правительство Сирии.
Государственное Сирийское арабское информационное агентство осудило встречу, назвав его участников «врагами Сирии».

#### Парижская конференция
Третья конференция «Друзей Сирии» открылась 6 июля 2012 года в Париже (Франция).
В ней выступали министр иностранных дел Турции Ахмет Давутоглу, министр иностранных дел Франции Лоран Фабиус,
министр иностранных дел Великобритании Уильям Хейг,
государственный секретарь США Хиллари Клинтон.

#### Конференция в Марракеше

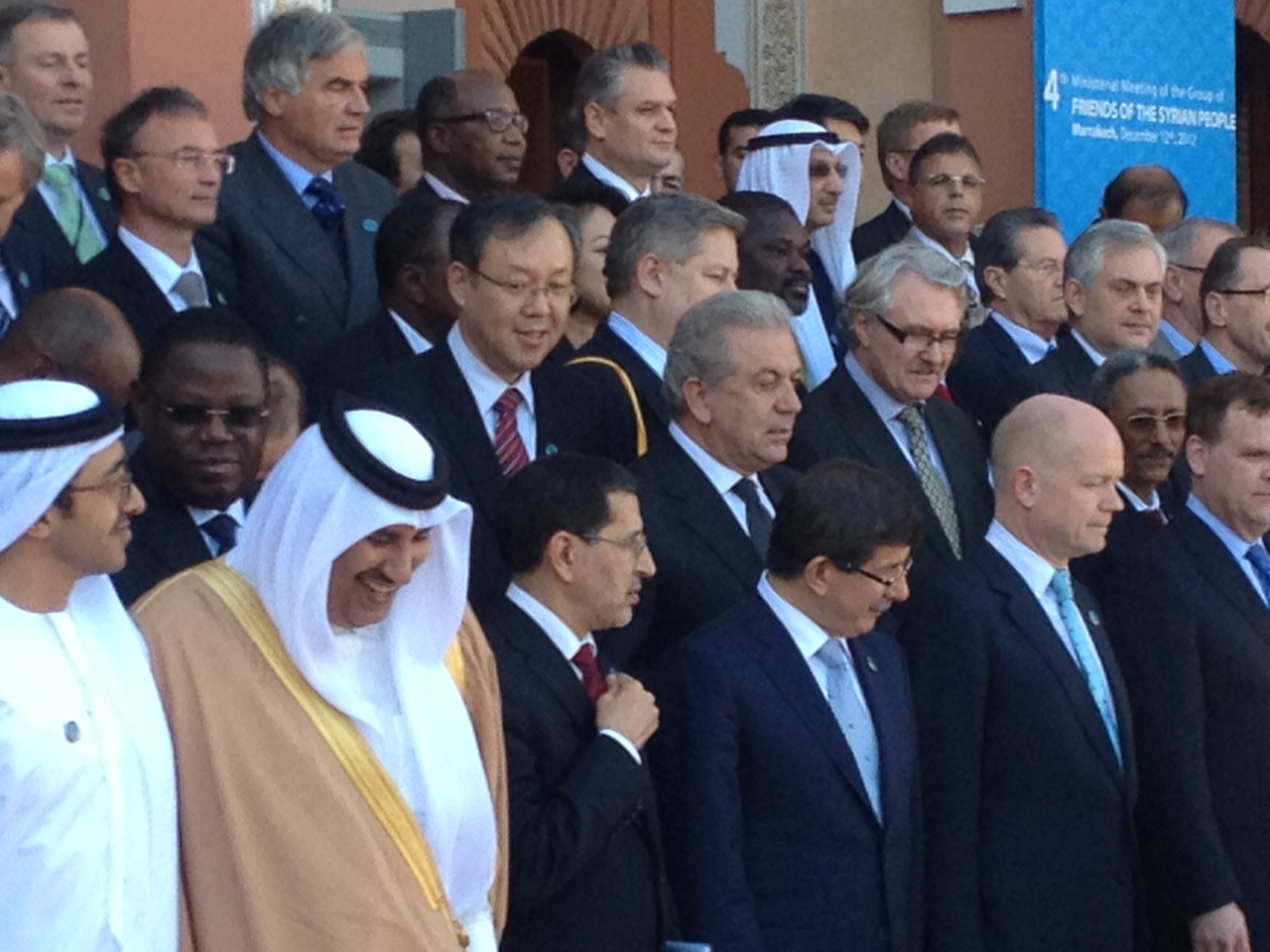
Министр иностранных дел Греции Димитрис Аврамопулос (в центре) среди участников встречи в Марокко

Четвёртое совещание «Друзей Сирии» началось 11 декабря 2012 года в Марракеше (Марокко).
В ходе этой встречи «Друзья Сирии» назвали Национальную коалицию оппозиционных и революционных сил единственным законным представителем сирийского народа.

### 2013 год

#### Конференция в Аммане
22 мая 2013 года, на конференции в Аммане (Иордания) было открыто обсуждение русско-американских предложений о мирных переговорах.

#### Конференция в Дохе
22 июня была открыта конференция в Дохе (Катар) для обсуждения организации доставки военной и других видов помощи для сирийских повстанцев.

#### Лондон
Очередная встреча группы произошла 22 октября 2013 года в Лондоне. МИД РФ заявил, что участники группы стараются подвергнуть ревизии ключевые элементы согласованного 30 июня 2012 года Женевского коммюнике.

### 2014 год

#### Лондон-11
15 мая 2014 года министр иностранных дел Великобритании Уильям Хейг сделал заявление о том, что члены группы договорились усилить поддержку умеренной сирийской оппозиции, в том числе вооруженных группировок. Встреча 11 «друзей» произошла в Лондоне, стороны были представлены министрами иностранных дел. МИД РФ посетовал, что «Друзья Сирии» не подталкивают оппозицию к поискам мирного решения сирийского конфликта.

## Участники
В конференции в Марракеше 12 декабря 2012 года приняли участие делегаты из 114 государств.
Однако, в 2013 году число стран, представленных на заседаниях, упало до 11.

### Страны
В настоящий момент в группу «Друзей Сирии» постоянно входят:
- Египет
- Франция
- Германия
- Италия
- Иордания
- Катар
- Саудовская Аравия
- Турция
- ОАЭ
- Великобритания
- США

### Сирийские участники
- Сирийский национальный совет

### Международные организации
Международные организации, участвовавшие в конференциях «Друзей Сирии»:
- Лига арабских государств
- Европейский союз
- Африканский союз[23]
- Союз арабского Магриба
- Совет сотрудничества арабских государств Персидского залива
- Организация исламского сотрудничества